# Mariestad
Mariestad est une ville suédoise au nord de la province Västergötland, au bord du lac Vänern. La ville comptait 15 591 habitants en 2010. Mariestad est la ville majeure de la commune de Mariestad. Jusqu'en 1997, elle était la capitale de l'ancien comté de Skaraborg et elle a été siège épiscopal de l'Église de Suède entre 1583 et 1646.

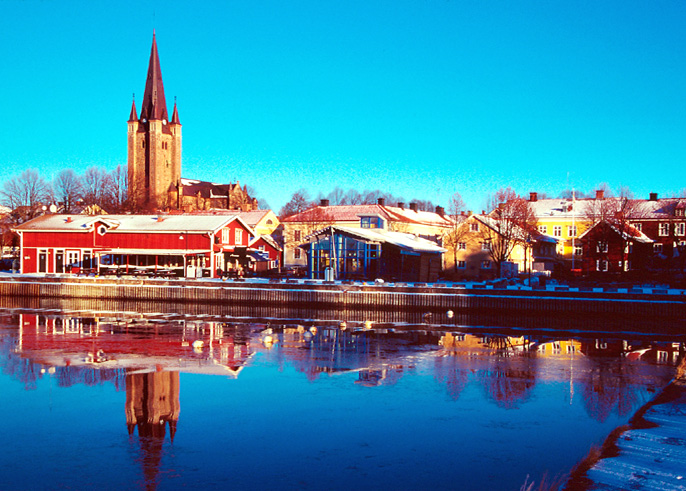
Mariestad, et sa cathédrale.

## Histoire
La ville a été fondée en 1583 par le duc Charles, le futur roi de Suède Charles IX qui lui donna le nom de son épouse Marie de Palatinat-Wittelsbach. Le blason de Mariestad représente un bœuf sortant de l'eau, ce serait ce que Marie avait vu dans la baie du Tidan quand elle était arrivée la première fois à Mariestad.

## Diocèse
Mariestad est l'une de deux villes suédoises avec une cathédrale sans siège épiscopal, l’autre étant Kalmar. Pour des raisons politiques, le diocèse de Mariestad fut présidé par un surintendant plutôt que par un évêque de 1583 jusqu'à 1646, date à laquelle le surintendant fut nommé à Karlstad tandis que le diocèse de Mariestad était absorbé par celui de Skara.

## Personnalités
- Anki Edvinsson (1971-), présentatrice, journaliste et auteure, est née à Mariestad.